# Taurus-Littrow
Taurus-Littrow és el nom donat a una vall que està situat a la cara visible de la Lluna prop de les coordenades 20.0ºN 31.0ºE. Va ser el lloc en el qual va allunar la missió espacial tripulada estatunidenca Apollo 17 al desembre de 1972, l'última missió lunar tripulada fins avui.
La vall de Taurus-Littrow està situat en la vora sud-est de la Mare Serenitatis, en una serralada de muntanyes formada fa entre 3.800 i 3.900 milions d'anys, quan un gran objecte celeste va impactar contra la Lluna, formant la Mare Serenitatis i empenyent la roca situada en les vores cap a fora, elevant el terreny circumdant. Taurus–Littrow s'hi troba prop dels Montes Taurus, al sud del cràter Littrow, accidents geològics pels quals la vall va rebre el seu nom (batejat així per la tripulació de l'Apollo 17, va ser aprovat per la Unió Astronòmica Internacional el 1973).
Les dades recopilades per la missió de l'Apollo 17 van mostrar que la vall està composta fonamentalment per escletxes riques en feldespat en els grans massissos muntanyencs que envolten la vall, i basalt en el subsòl de la vall, cobert per una capa de regolita lunar de materials mixts, formats a conseqüència de diversos esdeveniments geològics. Taurus–Littrow va ser triat com a lloc d'allunatge de l'Apollo 17 després que la resta de llocs candidats fossin descartats per diverses raons, i amb l'objectiu de prendre mostres de material procedent de les terres altes lunars, així com material volcànic de la mateixa zona.

## Geologia

### Formació i geografia
Diversos milions d'anys després de la formació del Mar de la Serenitat, les laves van començar a aflorar procedents de l'interior de la Lluna. Com a resultat d'aquestes laves, les mostres de roques i del sòl de la zona que van ser recollides pels astronautes del Apollo 17 Eugene Cernan i Harrison Schmitt van proporcionar una visió de la història natural i l'escala temporal geològica de la Lluna.

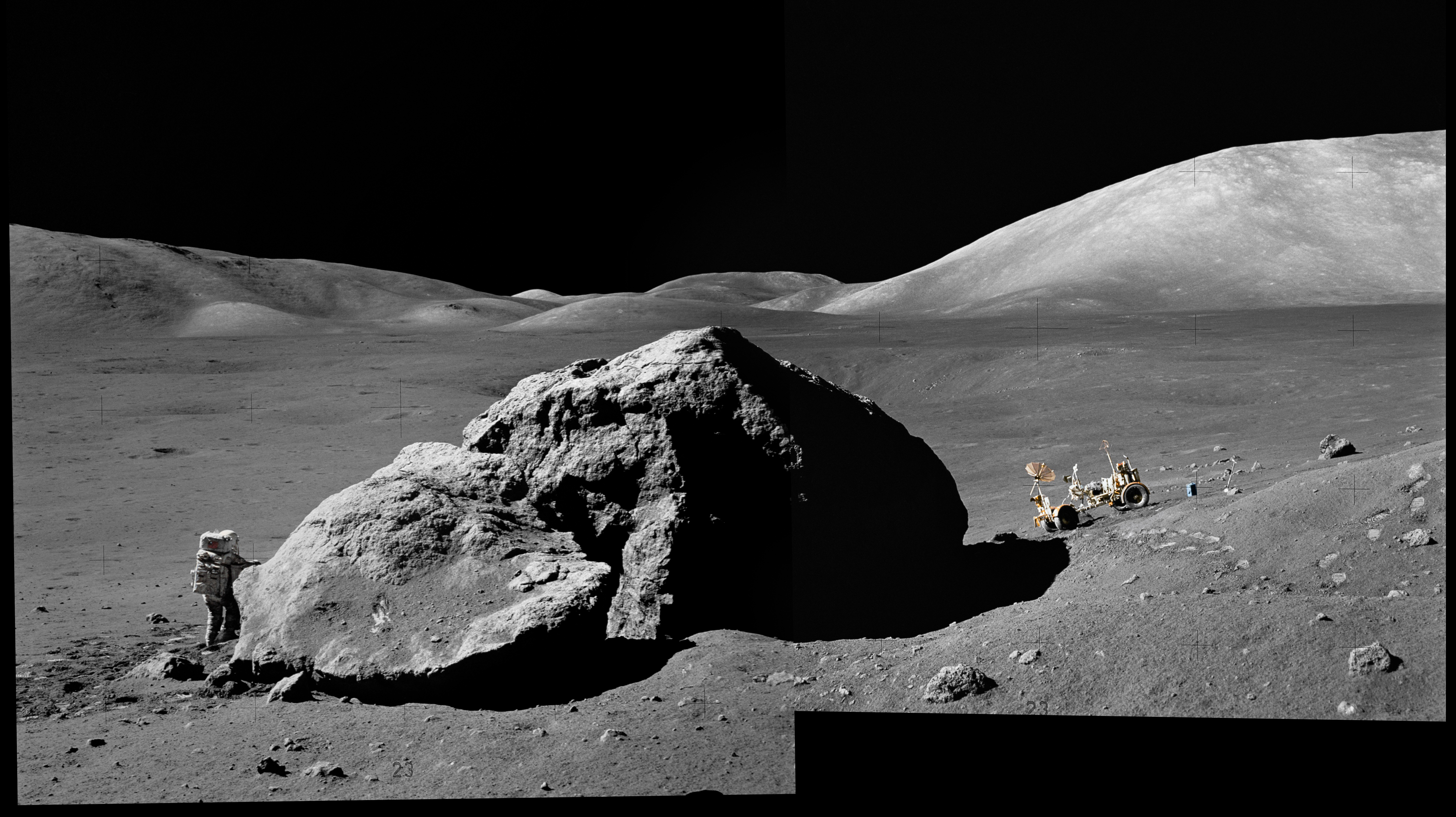
L'astronauta Harrison Schmitt, fotografiat al costat d'un gran roc a la vall de Taurus–Littrow, durant la missió Apollo 17 en 1972. Es pot veure a la dreta el massís sud, una de les muntanyes properes al lloc d'allunatge.

Entre uns 100 i 200 milions d'anys després que la conca Serenitatis i la vall Taurus-Littrow es formessin, les laves que van començar a filtrar-se a través de l'escorça lunar van començar a inundar les àrees de baixa altitud. Aquests fluxos de lava sovint anaven acompanyats per fonts de foc que van cobrir els voltants amb diminuts comptes de vidre. Aquests comptes eren de vegades de color taronja, la qual cosa explica el sòl taronja descobert pels astronautes de l'Apollo 17 als voltants del Shorty. La majoria d'aquestes perles, no obstant això, eren de color fosc, la qual cosa resulta en l'aspecte fosc de la conca Serenitatis des de la Terra.

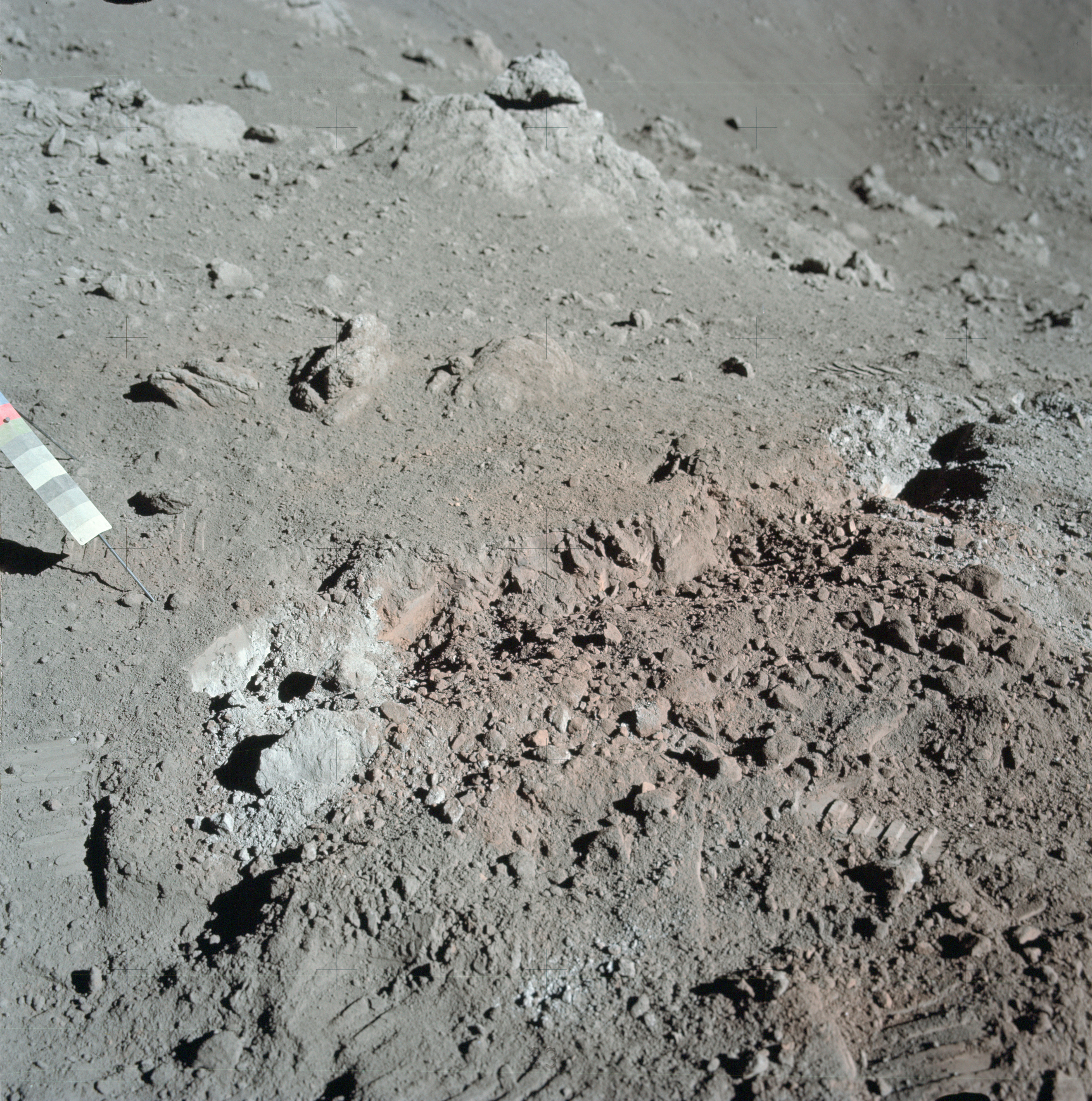
Detall del sòl taronja descobert per la tripulació de l'Apollo 17, el resultat de boles volcàniques de cristall.

La vall en si és allargat al llarg d'un eix que apunta cap al centre de Mare Serenitatis. Grans massissos muntanyencs es localitzen a banda i banda de la vall, anomenats massissos nord i sud, a causa de la seva ubicació geogràfica en relació amb l'altre. L'altura d'aquests massissos donen a la vall una profunditat major que la del Gran Canó del Colorado als Estats Units. Al llarg del Massís Sud es troba Bear Mountain (la muntanya de l'os), batejada així per una muntanya del mateix nom, prop de la ciutat natal d'Harrison Schmitt en Silver City, Nou Mèxic. Els pujols esculpits i el massís oriental conformen el bord est de la vall i cap a l'oest, un tall vertical travessa el fons de la vall i s'eleva uns dos quilòmetres (1.2 milles) per damunt. Els massissos Nord i Sud desemboquen en la sortida principal de la vall cap al Mar de la Serenitat, parcialment bloquejat per la muntanya batejada Family.
Basant-se en les observacions de l'Apollo 17, el fons de la vall és en general una plana suaument ondada. Cudols de diferents grandàries i altres dipòsits geològics s'hi troben dispersos per tota la vall. A l'àrea de desplegament d'ús experiments lunars ALSEP, situada a l'oest del lloc d'allunatge, els còdols tenien una mitjana d'uns quatre metres de grandària i són més abundants que en altres àrees de la vall.
L'impacte del cràter Tycho, que es va produir fa entre 15-20 i 70-95 milions d'anys, va formar grups de cràters secundaris en diversos llocs de la Lluna. Les dades de l'examen d'aquests grups suggereixen que el cúmul central de cràters a la vall es va formar com a resultat d'aquest impacte. Després de l'anàlisi dels grups d'impacte secundaris coneguts resultants de l'impacte que va formar Tycho, s'ha descobert que la majoria d'ells tenen una capa de material ejectat cap al sòl, o capa de roques, amb un patró distintiu. Les dades recollides per l'Apollo 17 i la comparació entre els cúmuls de cràter de la vall i els impactes secundaris coneguts de Tycho mostren moltes similituds entre tots dos. El cluster central de cràters té un patró d'ejecció que apunta en la direcció de Tycho, i el patró de les restes del mantell lleuger apunten directament cap al massís sud. Aquesta última evidència recolza la hipòtesi que el mantell lleuger es va formar com a conseqüència d'un devessall que va ocórrer en el massís Sud a causa dels impactes secundaris durant la formació de Tycho. L'anàlisi a gran escala suggereix que el clúster de cràters pot ser part d'un grup secundari major a causa de Tycho, incloent-hi cràters al massís del Nord i altres grups tan al nord com el cràter Littrow. Si efectivament estan relacionats, els rams més petits formarien un grup més gran que podria ser part d'un raig a causa del cràter Tycho.

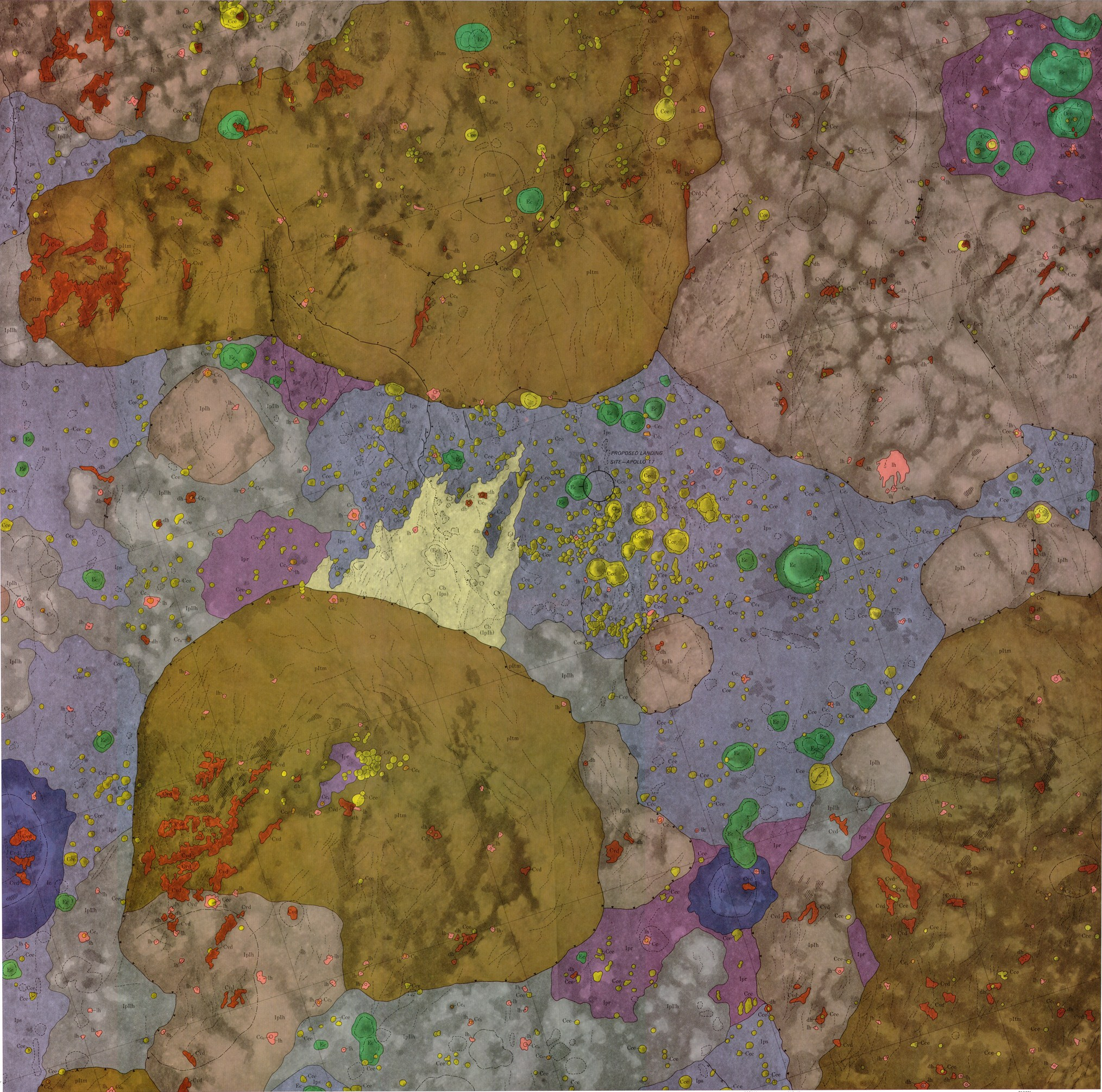
Mapa geològic de Taurus–Littrow. Llegenda:
Material del mantell (molt fosc)
Material del mantell (clar)
Material del mantell (fosc)
Material de les planes
Material dels pujols
Material del massís
Material de cràter
Material de cràter

### Composició
Les evidències recollides durant la missió Apollo 17 mostra que els massissos muntanyencs que envolten la vall es componen principalment de breccias riques en feldespat i en basalt que subjeu en el fons de la vall, a conseqüència dels fluxos de lava ocorreguts al llarg de la història de la vall. Els estudis sísmics suggereixen que la capa de basalt per sota de la vall té un gruix d'uns 1.400 metres (4593.2 peus). Per sobre de la capa de basalt del subsòl es troba un dipòsit de material no consolidat de variada composició, que van des de material volcànic a regolita format a conseqüència de diferents impactes. L'inusualment baix albedo, o reflectivitat, del sòl de la vall és resultat directe de les perles de vidre i els materials volcànics allí situats. Els cràters més profunds sobre el sòl de la vall actuen com a "perforacions naturals" i van permetre als astronautes muestrear el basalt del subsòl. Aquestes mostres de basalt es componen principalment de plagioclasa, però també contenen quantitats de clinopiroxè i altres minerals.
La capa de regolita no consolidada en el fons de la vall té un espessor d'aproximadament 14 metres i conté material expulsat de molts impactes, sobretot provinents del cràter Tycho. Això va permetre que es poguessin recollir mostres d'aquest impacte sense haver de visitar el cràter mateix. La possibilitat que alguns cràters a la vall podrien ser impactes secundaris de Tycho van suposar noves oportunitats per a la presa de mostres de material expulsat per aquest impacte.
Hi ha diversos dipòsits geològics en el fons de la vall procedent de diversos esdeveniments en l'escala de temps geològica de la Lluna. Una d'aquestes formacions, el mantell lleuger, és un dipòsit de material de color clar en una sèrie de projeccions que s'estenen al voltant d'uns 6 quilòmetres (3.7 milles) des del massís Sud a través del sòl. Les anàlisis prèvies a la missió van suggerir que aquest dipòsit podria ser el resultat d'un devessall provinent del vessant nord del massís Sud. L'anàlisi de les mostres posterior a la missió van mostrar que es compon principalment de material de gra fi i fragments de roca dispersos que es van estendre presumptament en algun moment pel fons de la vall des del massís Sud. L'evidència de les mostres i observacions visuals realitzades durant la missió de l'Apollo 17 mostren que el mantell lleuger varia de gruix en tota la vall. Els cràters situats més lluny del massís Sud penetren a través del mantell lleuger cap a material subjacent més fosc. Mentre que els cràters prop del massís Sud tan amples com 75 metres no semblen penetrar en el material més fosc en absolut. L'edat d'aquesta formació s'estima que és aproximadament la mateixa que el clúster central de cràters, o al voltant de 70-95 milions d'anys.
La mostra 76.535, una troctolita de gra gruixut composta principalment per olivina i plagioclasa es va recuperar a la vall com a part d'una de les mostres recollides amb rasclet. Es considera que aquesta mostra ha estat la més interessant a ser portada de tornada a la Terra des de la Lluna. Aquesta mostra ha estat objecte de càlculs termocronológicos amb la finalitat de determinar si la Lluna alguna vegada va tenir un nucli dinàmic o va estar format per un nucli metàl·lic.
Roques recollides en els voltants del mòdul lunar són en la seva majoria basalt vesicular de gra gruixut del subsòl, amb alguna presència de basalt de gra fi també. Gran part del fons de la vall, com es mostra en les observacions de la zona d'allunatge immediat, és predominantment regolita i fragments de diferents grandàries com a resultat de diversos impactes al llarg de la història de la Lluna.
| Mineral        | Volum microscòpic % | Volum megascòpic % |
| -------------- | ------------------- | ------------------ |
| Plagioclasa    | 22-45               | 20-50              |
| Clinopiroxè    | 31-51               | 30-70              |
| Olivina        | 0-7                 | 0-10               |
| Ilmenita/opacs | 13-26               | 5-25               |
| Cristobalita   | 0-6                 | -                  |
| Espinel·la     | Traça               | -                  |
| Vidre          | Traça               | -                  |

## Selecció del lloc d'allunatge
L'Apollo 17 va ser l'última missió lunar del programa Apollo, per la qual cosa es van identificar diferents objectius científics amb la finalitat de maximitzar la productivitat científica de la missió. Llocs d'aterratge tinguts en compte per a missions anteriors, però finalment rebutjats, van ser reconsiderats de nou. Taurus-Littrow va ser un de diversos llocs d'aterratge potencials considerats per a l'Apollo 17, juntament amb el cràter Tycho, el cràter Copèrnic, i el cràter Tsiolkovsky en la cara oculta de la Lluna, entre d'altres. Tots menys Taurus-Littrow van ser finalment descartats per raons científiques i/o operatives. Un alunizaje en Tycho es pensava que podia ser massa perillós a causa de l'accidentat terreny. D'igual manera, un allunatge en el costat llunyà de la Lluna, en el cràter Tsiolkovskiy, suposaria costos extres dels satèl·lits necessaris per mantenir el contacte entre la tripulació i el control de terra durant les operacions realitzades en la superfície lunar. Finalment, un allunatge en Copèrnic va ser considerat com no prioritari.
Taurus-Littrow finalment va ser seleccionat amb els objectius de prendre mostres materials antics de les terres altes i material volcànic jove en el mateix lloc d'aterratge. El lloc de Taurus-Littrow oferia l'accés a tots dos, en forma de material de les terres altes en el material expulsat del cràter Tycho i la possibilitat que alguns dels cràters a la zona podria haver estat punts volcànics.

Panorama de la vall Taurus–Littrow pres durant la missió Apollo 17.